# Sramežljiva mimoza
Sramežljiva mimoza (sramežljivka, lat. Mimosa pudica), vrsta biljke iz tropske Amerike, danas udomaćen po mnogim tropskim krajevima u Africi, Aziji i Australiji.
Ime je dobila po tome što na dodir sklapa svoje listove, a na isti način odgovara i na različite druge podražaje, kao trešnja, vjetar, promjena temperature i svjetlosti, miris cigarete. Na jači podražaj mogu se skupiti i cijele grančice. Nakon skupljanja listova pokazuju se njezine bodlje, koje su još jedan oblik samoobrane ove biljke.
U prirodi sramežljivka naraste do jednog metra a može živjeti više godina. Često se uzgaja u kućanstvima.

## Vanjske poveznice
|  | Zajednički poslužitelj ima još gradiva o temi Mimosa pudica |
|  | Wikivrste imaju podatke o taksonu Mimosa pudica             |